# Pamir Airways
Pamir Airways (mã IATA = NR, mã ICAO = PIR) là hãng hàng không của Afghanistan, trụ sở ở Kabul. Hãng có căn cứ ở Sân bay quốc tế Kabul.

## Lịch sử
Pamir Airways được thành lập năm 2004. Hiện nay hãng có bốn tuyến quốc nội cùng ba tuyến quốc tế tới vùng Trung Đông. Tên của hãng được đặt theo tên dãy núi Pamir (nghĩa là nóc nhà của thế giới) nằm ở Trung Á, phần lớn thuộc Tajikistan, trải dài tới vùng đông bắc Afghanistan và tới vùng tự trị Xinjang Uygur (Trung quốc).

## Các nơi đến
(Tháng 3/2008):
- Afghanistan

- Herat
- Kabul
- Kandahar
- Mazari Sharif

- Các Tiểu vương quốc Ả rập Thống nhất

- Dubai

- Ả Rập Xê Út

- Jeddah
- Riyadh

## Đội máy bay
- 1 Boeing 737-200